# Michael Mallin
Michael Mallin (Dublín, 1874 – 8 de maig de 1916) fou un rebel i socialista irlandès que va prendre part activa en l'Aixecament de Pasqua de 1916.
Mallin era el segon cap en el comandament de l'Exèrcit Ciutadà Irlandès sota la direcció de James Connolly i comandava la guarnició de Saint Stephen's Green a Dublín, juntament amb la Comtessa Markievicz. Era considerat com un comandant valent i competent, encara que l'atac a la guarnició sense ocupar els edificis dels voltants fou una errada evident (si aquest era no el pla de Mallin no és clar).
Mallin es va rendir el diumenge 30 d'abril quan li ho va ordenar Connolly. Davant el consell de guerra va intentar minimitzar la seva participació, però fou condemnat a mort i afusellat el 8 de maig.